# Lausannská škola

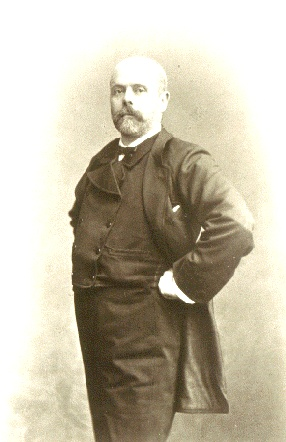
Portrét francouzského ekonoma Leóna Walrase

Lausannská ekonomická škola, někdy označována jako Matematická škola, odkazuje na neoklasickou ekonomii myšlenkového okolí Léona Walrase a Vilfreda Pareta. Ústředním rysem Lausannské školy byla její vývojová obecná teorie rovnováhy. Polský ekonom Leon Winiarski prý byl také členem Lausannské školy.